# Ферри, Мауро
Мауро Ферри (итал. Mauro Ferri, 15 марта 1920, Рим, Королевство Италия — 29 сентября 2015, Рим, Италия) — итальянский государственный деятель, министр промышленности, торговли и ремесел (1972—1973), председатель Конституционного суда Италии  (1995—1996).

## Биография
В 1942 г. окончил юридический факультет Римского университета Ла Сапиенца, участник «Сопротивления» (1943-44) в столице Италии, был арестован за антифашистскую пропаганду в январе 1944 г., но вскоре освобожден. Переехал в Кастель-Сан-Никколо, где был избран мэром.
Являлся секретарем Социалистической Федерации города Ареццо (1947—1948, 1950—1953 и 1959—1963); членом городского и провинциальных советов Ареццо. В 1949 г. был избран членом ЦК ИСП, а в 1965 г. вошел в состав Национального правления партии.
В 1953—1976 гг. избирался членом Палаты депутатов итальянского парламента, являлся председателем фракции ИСП, а затем объединенной фракции ИСП-ИСДП (1964—1968).
В 1968—1969 гг. являлся секретарем ИСП, когда произошло объединение социалистических партий, однако на парламентских выборах они потеряли 29 мест. В том же году, после распада объединения, возглавил сначала группу социал-демократов, а после образования ИСДП — в феврале 1971 г. стал секретарем этой партии, сложил полномочия в 1972 г. после назначения на пост министра.
В 1972—1973 гг. — министр промышленности, торговли и ремесел во втором правительстве Андреотти.
В конце 1973 г. стал одним из ключевых фигурантов «нефтяного скандала», который разразился после того как некоторые оптовики перестали поставлять бензин, мазут и другие нефтепродукты учебным заведениям, госпиталям и различным общественным учреждениям под тем предлогом, что эти материалы у них на складах отсутствуют. Несложное расследование показало, что склады переполнены. Расследование показало, что нефтяные компании, ссылаясь на удорожание стоимости перевозок, прибегли к угрозе прекратить снабжение. В итоге представители ведущих политических партий страны пошли на сделку: в обмен на правительственные субсидии руководство Итальянского нефтяного союза и некоторых нефтяных монополий выделяло 5 % из общей суммы доходов на «политические вознаграждения». Таким образом, 5 млрд, лир из той «компенсации» достались ряду политических деятелей и партий.
28 марта 1968 года правительство Альдо Моро отсрочило для нефтяных монополий на три месяца уплату налогов. За первый месяц при этом не взималось никаких штрафов, за два последующих месяца пеня составляла 5 %; нефтяные монополии заплатили за эту «отсрочку» вознаграждение в размере 2 млрд лир. Решением правительства Эмилио Коломбо в мае 1970 года нефтяные компании были освобождены от уплаты налога в размере по меньшей мере 4 лиры за литр бензина и 0,35 — 2 лиры за килограмм жидкого топлива. В результате в течение года (и это отражено в тех же документах, обнаруженных в ходе расследования) компании заработали 138 млрд, лир, из которых 6 942 747 500 лир было вручено политическим деятелям и партиям.
Основную часть этих средств получили три политические организации:
- Христианско-демократическая партия — 72 %
- Итальянская социалистическая партия —20 %
- Итальянская социал-демократическая партия — 8 %.

Первоначально материалы расследования замалчивались, но затем были переданы парламенту, где специальная комиссия вынуждена была дать им ход. Однако через пять лет, в январе 1979 г., следственная комиссия вынесла решение об оправдании двух бывших министров, среди которых был Ферри, поскольку не обнаружила из подписей под соответствующими документами.
В 1979 г. политик был избран в Европарламент, до 1984 г. являлся председателем комитетов по правовым вопросам и по институциональные вопросам.
В 1987 г. был назначен в состав Конституционного суда Италии; в 1995—1996 гг. — председатель Конституционного суда.

## Награды и звания
Кавалер Большого креста ордена «За заслуги перед Итальянской Республикой» (1987).